# Cabinet Manual
Il Cabinet Manual è un documento governativo del Regno Unito che stabilisce le principali leggi, norme e convenzioni che influenzano la condotta e il funzionamento del Governo del Regno Unito. È stato scritto dal Civil Service, guidato dal Segretario di Gabinetto Sir Gus O'Donnell, ed è stato pubblicato per la prima volta dall'Ufficio di gabinetto il 14 dicembre 2010. Il manuale fornisce una panoramica del sistema di governo del Regno Unito, riflettendo l'importanza del Parlamento, del governo del gabinetto e della natura democratica degli accordi costituzionali del Regno Unito spiegando i poteri dell'esecutivo, del sovrano, del Parlamento, delle istituzioni internazionali (in particolare l'Unione Europea), delle Dipendenze della Corona, dei Territori Britannici d'Oltremare e delle amministrazioni devolute in Irlanda del Nord, Scozia e Galles. Il documento è stato scritto come guida per i membri del gabinetto, altri ministri e funzionari pubblici nell'esecuzione degli affari governativi, ma serve anche a consolidare molte delle convenzioni costituzionali precedentemente non scritte attraverso cui opera il governo britannico.
La stesura del manuale è stata originariamente avviata da Gordon Brown come parte del suo piano più ampio per stabilire una costituzione scritta per il Regno Unito. Tuttavia, nel 2011 il Comitato per la Costituzione della Camera dei Lord ha dichiarato che il documento "non era il primo passo verso una costituzione scritta" in quanto descrive solo le regole esistenti e non "fissa nella pietra la pratica esistente". Il Cabinet Manual non deve essere formalmente approvato dal Parlamento e può essere modificato in qualsiasi momento dal Segretario di Gabinetto.

## Storia
Il Regno Unito non ha un unico documento costituzionale; al contrario, gran parte della costituzione britannica è incorporata in documenti, all'interno di statuti, sentenze dei tribunali, opere di autorità e trattati, che a volte vengono descritti come una costituzione non codificata o "non scritta". La costituzione del Regno Unito ha anche diverse fonti non scritte sotto forma di convenzioni costituzionali.
Nel febbraio 2010, durante un discorso all'Institute for Public Policy Research, il primo ministro Gordon Brown annunciò di aver chiesto al segretario di gabinetto Sir Gus O'Donnell di "consolidare le convenzioni non scritte e frammentarie esistenti che governano gran parte del modo in cui il governo centrale opera sotto la nostra attuale costituzione in un unico documento scritto". Sir Gus e il suo team nel Cabinet Office si recarono in Nuova Zelanda, che utilizza il sistema di governo Westminster e non ha una costituzione codificata. Utilizzando il Cabinet Manual della Nuova Zelanda come precedente, l'Ufficio di gabinetto pubblicò una bozza del Cabinet Manual per il Regno Unito nel dicembre 2010 che fu esaminata dalla Commissione per la costituzione della Camera dei Lord, dalla Commissione per la riforma politica e costituzionale della Camera dei Comuni e dalla Commissione per la pubblica amministrazione. In seguito alle raccomandazioni delle commissioni parlamentari, una versione definitiva fu pubblicata nell'ottobre 2011 con prefazioni di David Cameron e Sir Gus O'Donnell.